# Comuna Seaca, Teleorman
Seaca este o comună în județul Teleorman, Muntenia, România, formată din satele Năvodari și Seaca (reședința). Majoritatea oamenilor vorbesc limba română, unii vorbind o formă de limba romani. O parte semnificativă din rezidenți sunt proprietari de terenuri. Principalele culturi sunt cerealele, precum grâul, porumbul, dar și orezul într-o proporție mai mică. Un procent mai mic de locuitori lucrează în orașele din apropiere, în principal în Turnu Măgurele și într-o măsură mai mică în Alexandria. Majoritatea oamenilor sunt ortodocși, deși există un număr foarte mic de adventiști de ziua a șaptea. Comuna are o biserică ortodoxă din centrul comunei, situată pe drumul asfaltat principal DN51A, precum și o Biserică Adventistă de Ziua a Șaptea, care este situată pe o stradă mai retrasă. Cea mai mare parte a populației ortodoxe frecventează biserica rar, în special oamenii tineri. Totuși, adventiștii de ziua a șaptea tind să fie mai religioși prin natura lor.

## Așezare
Comuna se află la aproximativ 15 km est de Turnu Măgurele și la 10 km nord de Dunăre și este tranversată de drumul național DN51A

## Demografie
Componența etnică a comunei Seaca
     Români (73,46%)
     Romi (20,21%)
     Alte etnii (0,09%)
     Necunoscută (6,24%)
Componența confesională a comunei Seaca
     Ortodocși (89,96%)
     Adventiști (3,3%)
     Alte religii (0,41%)
     Necunoscută (6,33%)
Conform recensământului efectuat în 2021, populația comunei Seaca se ridică la 2.212 locuitori, în scădere față de recensământul anterior din 2011, când fuseseră înregistrați 2.270 de locuitori. Majoritatea locuitorilor sunt români (73,46%), cu o minoritate de romi (20,21%), iar pentru 6,24% nu se cunoaște apartenența etnică. Din punct de vedere confesional, majoritatea locuitorilor sunt ortodocși (89,96%), cu o minoritate de adventiști (3,3%), iar pentru 6,33% nu se cunoaște apartenența confesională.

## Istorie
La sfârșitul secolului al XIX-lea, comuna făcea parte din plasa Călmățuiul al județului Teleorman, fiind alcătuită doar din satul Seaca, cu o populație de 1156 de locuitori. În comună exista o școală mixtă cu 19 elevi și o biserică. Anuarul Socec din 1925 consemnează comuna în plasa Turnu Măgurele a aceluiași județ, cu o populație de 1650 de locuitori.
În anul 1950, comunele au trecut în administrația raionului Turnu Măgurele al regiunii Teleorman, raion care, doi ani mai târziu, a fost inclus în regiunea București.
În anul 1968, comuna a trecut la județul Teleorman, având actuala structură.

## Politică și administrație
Comuna Seaca este administrată de un primar și un consiliu local compus din 11 consilieri. Primarul, Marian-Emil Dincă[*], de la Partidul Național Liberal, este în funcție din octombrie 2020. Începând cu alegerile locale din 2024, consiliul local are următoarea componență pe partide politice:
|  | Partid                    | Consilieri | Componența Consiliului | Componența Consiliului | Componența Consiliului | Componența Consiliului | Componența Consiliului | Componența Consiliului | Componența Consiliului |
|  | ------------------------- | ---------- | ---------------------- | ---------------------- | ---------------------- | ---------------------- | ---------------------- | ---------------------- | ---------------------- |
|  | Partidul Național Liberal | 7          |                        |                        |                        |                        |                        |                        |                        |
|  | Partidul Social Democrat  | 4          |                        |                        |                        |                        |                        |                        |                        |